# 자연보전
자연보전(自然保全, 영어: Nature conservation)은 20세기 중반부터 점차로 비중을 가지고 토론되고 제기된 사회문제의 하나이다. 현대문명이 공업 기계화됨과 함께 인간 생존의 필수적 요건인 자연과 주변 환경의 오염은 급속한 현대 문명 발달이 가져온 커다란 해악의 하나로 간주할 수 있다. 자연환경의 보호 문제는 이제 어느 개별 국가의 문제가 아니라 전 인류가 함께 한 마음으로 진지하게 토론하고, 또한 현대의 문명이 가진 문제점과 관련하여 생각해야 할 인류의 공동관심사라고 할 수 있다.

## 중요성
환경 오염 문제는 매우 다양한 분야에서 발생하고 있다. 대표적으로는 지구의 온난화, 오존층 파괴, 산성비, 지구 사막화, 중국의 황사, 해수면 상승, 열대 우림의 감소, 생태계 파괴 등이다.
산성비는 수소이온 농도 5.6 이하일 때를 말하며 화석연료가 연소할 때 나오는 황산화물이나 질소산화물이 빗물에 섞여 강산성을 띠게 된다. 산성비는 눈을 자극하고 식물체를 고사시키거나 문화재를 부식시켜 수명을 단축시키고 전철의 전선을 부식시켜 대형사고를 유발할 수도 있다. 지구온난화는 대기 중에 이산화탄소(CO₂) 메탄(CH₄), 오존(O₃), 이산화질소(N₂O), 수증기(H₂O) 등의 농도가 높아지면서 지구 온도가 서서히 상승하는 현상을 말한다. 지구 온난화가 진행되면 지구전역의 강수량의 변화가 일어나며 해면 기압과 토양수분의 변화가 일어나며 이로 인한 각종 기상재해가 일어날 가능성이 커지고 지구온도가 상승하면서 남극과 북극의 빙하가 녹아 해수면이 상승하게 되면 0.5미터 ~ 2미터 정도 상승하여 10억명의 환경난민이 발생하게 되고 농업생태계의 변화로 재배 작물 생육이 불가능하게 된다. 환경호르몬에 의한 식품오염물질과 장염비브리오균, 살모넬라균, 리스테리아균, 캄필로박토균, 황색포도상구균, 장관출혈성대장균, 보툴리누스균 등에 의한 식중독, 알레르기는 환경오염으로 비롯된다.

## 자연보호운동
자연보호운동(自然保護運動)은 자연적 파괴 또는 인위적 훼손으로부터 지키거나 돌보아 원상태로 복구함으로서 자연환경을 보전하고 국민정서 및 생활을 좀더 윤택하게 하려는 운동을 말한다(자연환경보전법 제3조 제1항 제5호).

## 같이 보기
- 보전생물학
- 환경 보호
- 자연 환경
- 천연 자원
- 지속농업
- 물보전
- 야생생물보전